# Australien i olympiska vinterspelen 2006
Australiens OS-trupp vid Olympiska vinterspelen 2006

## Medaljer

### Guld
- Freestyle
  - Puckelpist herrar: Dale Begg-Smith

### Brons
- Freestyle
  - Puckelpist damer: Alisa Camplin